# Folsomia stella
Folsomia stella is een springstaartensoort uit de familie van de Isotomidae. De wetenschappelijke naam van de soort is voor het eerst geldig gepubliceerd in 1977 door Grow & Christiansen.